# Afrique du Sud aux Jeux olympiques d'été de 1928
L’Union d'Afrique du Sud participe aux Jeux olympiques de 1928 organisés à Amsterdam. La délégation sud-africaine remporte 3 médailles (1 en or et 2 en bronze), ce qui la situe en 23e place au rang des nations.

## Tous les médaillés
| Médaille           | Nom                                                              | Sport      | Épreuve                      |
| ------------------ | ---------------------------------------------------------------- | ---------- | ---------------------------- |
| Médaille d'or      | Sid Atkinson                                                     | Athlétisme | 110 m haies                  |
| Médaille de bronze | Harry Isaacs                                                     | Boxe       | Poids coqs (-53,5 kg)        |
| Médaille de bronze | Marie Bedford Freddie van der Goes Rhoda Rennie Kathleen Russell | Natation   | 4 × 100 m nage libre féminin |

## Sources
- (fr) Bilan de l’Afrique du Sud sur le site du Comité international olympique
- (en) Bilan complet de l’Afrique du Sud sur le site olympedia.org